# ヘルシングボルイ国際博覧会

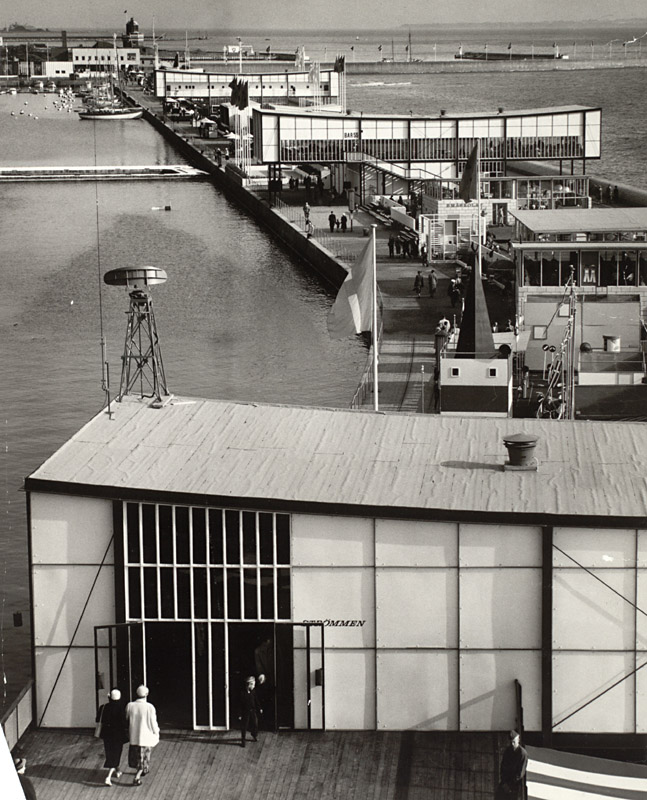
博覧会でパビリオンとして供用されたプレハブ建築群

ヘルシングボルイ国際博覧会（ヘルシングボルイこくさいはくらんかい, H55 Exposition Internationale des Arts appliques de L'habitation et de l'amenagement interieure, Helsingborg Expo 1955）は、1955年6月10日から8月28日までスウェーデンのヘルシンボリで開催された国際博覧会（特別博）である。テーマは「現代の人間環境」。